# Дрошер-Нильсен, Лоне
Лоне Дрошер-Нильсен (дат. Lone Drøscher Nielsen; род. 4 ноября 1964, Ольборг, Дания) — датская защитница дикой природы, основательница проекта по реинтродукции орангутангов в Калимантане (Индонезия).

## Ранние годы
Лоне родилась и выросла в Ольборге, Дания. Впервые увидела орангутангов в 14-летнем возрасте в зоопарке в Ольборге, где была волонтером. Позже, когда работала стюардессой в Скандинавских авиалиниях, в течение месяца принимала участие в волонтерском проекте на индонезийском острове Борнео и снова имела контакт с орангутангами. С 1996 года по 2010 Дрошер-Нильсон жила на Борнео, чтобы помочь спасти орангутангов Борнео от вымирания из-за расчистки лесов под плантации масличных пальм.

## Nyaru Menteng
После посещения Борнео, у Нильсен возникла идея создать новый приют для орангутангов-сирот в Центральном Калимантане. Её поддержал Вилли Смитс из фонда Borneo Orangutan Survival (BOS). В 1998 году Лоне основала проект реинтродукции орангутангов в Nyaru Menteng. Она получила разрешение от Министерства лесного хозяйства Индонезии, и в 1999 году Nyaru Menteng официально открыл свои двери для первых орангутангов, которые остались сиротами и нуждались в помощи.
Приют был рассчитан удерживать до 100 осиротевших орангутангов пока они проходят реабилитацию. Кроме карантинных клеток, медицинской клиники и питомника, в приюте была большая территория леса, где орангутанги могли усваивать навыки, необходимые для жизни в дикой природе. Nyaru Menteng быстро стал крупнейшим проектом спасения животных в мире, что по состоянию на 2009 год опекал более 600 осиротевших и перемещенных орангутангов и имел около 200 сотрудников.
Многие из этих орангутангов, когда прибывали в приют, были в возрасте меньше месяца и психологически травмированы. Приют не только спасает осиротевших орангутангов, которые находятся в основном у местных фермеров и нелегальных торговцев домашними животными, но разработал процесс их постепенного возвращения в лес Борнео.
Младенцев и молодых орангутангов, которых привозят в центр, круглосуточно охраняет команда «нянь». Когда они немного подрастают, их берут в «лесную школу», где они учатся в сопровождении персонала лазить по деревьям и выживать в лесу. В возрасте около восьми лет они переселяются группами на соседний остров как первый этап отправления в дикую природу
Нильсон жила поблизости со спасательным центром Nyaru Menteng, руководила специализированной клиникой ветеринаров и фельдшеров, а также наемными индонезийцами, которые работают мамочками и ухаживают за осиротелыми орангутангами. В 2010 году она была вынуждена оставить Борнео и вернуться в Европу вследствие опасной для жизни болезни. Она работала старшим экспертным советником международной организации «Сохраним орангутангов», находясь в Уэльсе. С 2012 года периодически работает на Борнео. В июле 2018 года Нильсон обнародовала заявление в ответ на комментарий относительно поведения её бывшей организации-работодателя Save Save Orangutan, объяснив ее переход к Orangutan Land Trust.
Об убежище Nyaru Menteng выходила программа Orangutan Island на канале Animal Planet, фильмы ВВС и Discovery Channel: Orangutan Island, Orangutan diary, Saving Planet Earth and Growing Up… Orangutan. В 2008 году Нильсон принимала участие в австралийской документальной драме The Burning Season.

## Книги
В 2006 году Нильсон опубликовала фотоальбом From Forest Kindergarten to Freedom (от лесного детского сада к свободе) на английском, немецком и датском языках. Это история взросления двух орангутангов Эммы и Эмиля, которых воспитывают в реабилитационном центре и в конце концов выпускают в дикую природу.